# Solanum deflexicarpum
Solanum deflexicarpum är en potatisväxtart som beskrevs av Cheng Yih Wu och S.C.Huang. Solanum deflexicarpum ingår i släktet skattor som ingår i familjen potatisväxter. Inga underarter finns listade i Catalogue of Life.